# مقاطعة بيلوكاتيسكي
مقاطعة بيلوكاتيسكي ((بالروسية: Белоката́йский райо́н)‏. (بالباشقيرية: Балаҡатай районы)‏) هي مقاطعة إدارية  وبلدية (رايون)، واحدة من أربعة وخمسين مقاطعة في جمهورية باشكورتوستان، روسيا. وهي تقع في الشمال الشرقي من الجمهورية وتحدها سفيردلوفسك أوبلاست في الشمال، تشيليابينسك أوبلاست في الشرق، مقاطعة كيجينسكي ‏ في الجنوب، ومقاطعة ميشكينسكي ‏ في الغرب. تبلغ مساحة المقاطعة 3,037 كيلومتر مربع (1,173 ميل2). مركزها الإداري هو البلدة الريفية (سيلو) نوفوبيلوكاتاي. حسب تعداد عام 2010، كان مجموع سكان المقاطعة  20,169 نسمة، سكان نوفوبيلوكاتاي يمثلون 29.6 ٪ من هذا العدد.

## التاريخ
تأسست المقاطعة في 20 أغسطس 1930.

## التركيبة السكانية
| 2002   | 2008    | 2009    | 2010    | 2012    | 2013    | 2014    | 2015    | 2016    | 2017    |
| ------ | ------- | ------- | ------- | ------- | ------- | ------- | ------- | ------- | ------- |
| 22.623 | ↘21.536 | ↘21.285 | ↘20.169 | ↘19.684 | ↘19.329 | ↘19.079 | ↘18.722 | ↘18.502 | ↘18.389 |

سيكون عدد السكان وفقا لتوقعات وزارة التنمية الاقتصادية في روسيا كما يلي:
- 2024 - 17,85 ألف شخص.
- 2035 - 16,44 ألف شخص.

وفقًا لتعداد عموم روسيا لعام 2010 تتكون التركيبة السكانية من حيث التكوين العرقي من 49.6 ٪ من الروس،43.6 ٪ من الباشكير، 5.4 ٪ من التتار، 1.4 ٪ من جنسيات أخرى.

## الوضع الإداري والبلدي
في إطار التقسيمات الإدارية، تعد مقاطعة باكالينسكي واحدة من أربعة وخمسين مقاطعة في جمهورية باشكورتوستان. وتنقسم المقاطعة إلى ثلاثة عشر سيلسوفيت، تتألف من ست والأربعين تجمعًا ريفيًا. كقسم للبلدية، تم دمج المقاطعة كمقاطعة بلدية بلوكاتيسكي. تم دمج ثلاثة عشر سيلسوفيت كثلاثة عشر مستوطنة ريفية داخل المقاطعة البلدية.
تُعد بلدة (سيلو) نوفوبيلوكاتاي بمثابة المركز الإداري لكل من المقاطعة الإدارية والبلدية.